# Biography of a Bachelor Girl

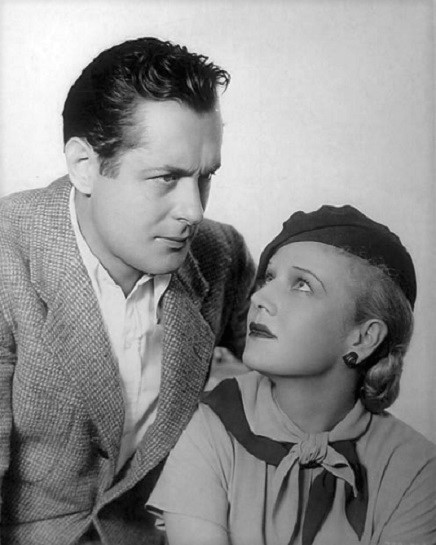
Robert Montgomery et Ann Harding dans une scène du film.

Biography of a Bachelor Girl est un film américain réalisé par Edward H. Griffith, sorti en 1935.

## Synopsis
Richard Kurt est un éditeur aussi cynique qu'endurci, qui persuade Marion Forsythe, une artiste bohème à l'esprit libre, d'écrire ses mémoires, qu'il espère salaces. Son ancien et presque oublié amour Leander Nolan, est maintenant candidat politique au Sénat et craint l'embarras et la ruine politique. Poussé par son riche bailleur de fonds et futur beau-père, Nolan tente d'empêcher la publication du livre, se heurtant d'emblée à Kurt. Pour éloigner Marion de cette distraction, Kurt l'emmène dans une cabane isolée dans le Maine, où une romance se développe entre eux, malgré leurs grandes différences de tempérament, de tolérance et d'ambition. L'arrivée de Nolan, de sa fiancée et du père de Marion met le feu aux poudres.

## Fiche technique
- Réalisation : Edward H. Griffith
- Scénario : Horace Jackson, Anita Loos d'après la pièce Biography de S. N. Behrman[1].
- Producteur : 	Edward H. Griffith
- Société de production : Metro-Goldwyn-Mayer
- Photographie : James Wong Howe
- Musique : Herbert Stothart
- Montage : William S. Gray
- Date de sortie:
  - USA : 4 janvier 1935

## Distribution
- Ann Harding : Marion Forsythe
- Robert Montgomery : Richard "Dickie" Kurt
- Edward Everett Horton : Leander 'Bunny' Nolan
- Edward Arnold : Mr. "Feydie" Feydak
- Una Merkel : Slade Kinnicott
- Charles Richman : Mr. Orrin Kinnicott
- Greta Meyer : Minnie
- Willard Robertson : Grigsby
- Donald Meek : Mr. Irish

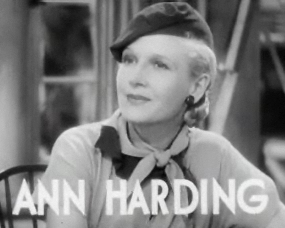
Ann Harding dans le générique du film
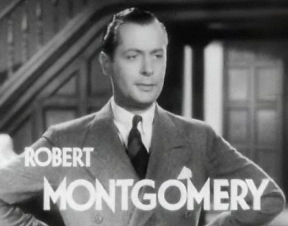
Robert Montgomery
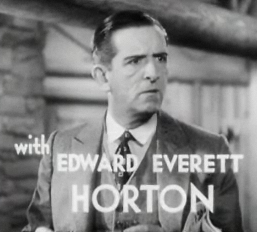
Edward Everett Horton
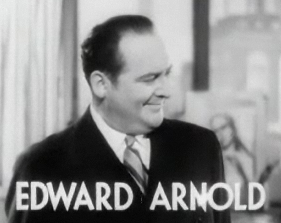
Edward Arnold
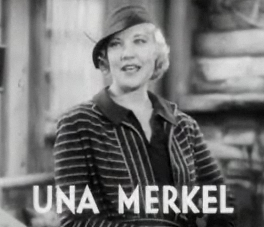
Una Merkel